# Filmfare Awards (2011)
56-я церемония награждения Filmfare Awards проводилась 29 января 2011 года, в городе Бомбей. На ней были отмечены лучшие киноработы на хинди, вышедшие в прокат до конца 2010 года. Дата телепередачи 6 февраля 2011 г..

## Награды и номинации

### Главные награды
| Лучший фильм | Лучшая режиссёрская работа |
| --- | --- |
| - Бесстрашный – Арбааз Кхан - Свадебная церемония – Яш Чопра, Адитья Чопра - Меня зовут Кхан – Хироо Джохар, Гаури Кхан - Жизнь Пипли – Аамир Кхан - Полёт – Ронни Скривала, Анураг Кашьяп, Санджай Сингх | - Каран Джохар – Меня зовут Кхан - Абхинав Кашьяп – Бесстрашный - Маниш Шарма – Свадебная церемония - Санджай Лила Бхансали – Мольба - Викрамадитья Мотване – Полёт |
| Лучший актёр | Лучшая актриса |
| - Шах Рукх Кхан – Меня зовут Кхан - Аджай Девган – Однажды в Мумбаи - Ритик Рошан – Мольба - Салман Кхан – Бесстрашный - Ранбир Капур – Политики | - Каджол – Меня зовут Кхан - Айшвария Рай Баччан – Мольба - Анушка Шарма – Свадебная церемония - Карина Капур – Весёлые мошенники 3 - Видья Балан – У любви нет причин |
| Мужская роль второго плана | Женская роль второго плана |
| - Ронит Рой – Полёт - Арджун Рампал – Политики - Аршад Варси – У любви нет причин - Эмран Хашми – Однажды в Мумбаи - Манодж Баджпаи – Политики - Нана Патекар – Политики | - Карина Капур – Я люблю тебя, мамочка! - Амрита Пури – Айша - Прачи Десаи – Однажды в Мумбаи - Рэтна Патхак – Весёлые мошенники 3 - Суприя Патхак – Мешанина |
| Лучший мужской дебют | Лучший женский дебют |
| - Ранвир Сингх – Свадебная церемония | - Сонакши Синха – Бесстрашный |
| Лучшая музыка к песне для фильма | Лучшие слова к песне для фильма |
| - Сахид-Вахид и Лалит пандит – Бесстрашный - Притам – Однажды в Мумбаи - Шанкар-Эхсан-Лой – Меня зовут Кхан - Вишал-Шекхар – Незнакомец и незнакомка - Вишал-Шекхар – Я ненавижу любовные истории - Vishal Bhardwaj – У любви нет причин                                                                         | - Гулзар – "Dil Toh Bachcha Hai Ji" из У любви нет причин - Файз Анвар – "Tere Mast Mast" из Бесстрашный - Ниранджан Иенгар – "Sajda" из Меня зовут Кхан - Ниранджан Иенгар – "Noor-e-Khuda" из Меня зовут Кхан - Вишал Дадлани – "Bin Tere" из Я ненавижу любовные истории |
| Лучший мужской закадровый вокал | Лучший женский закадровый вокал |
| - Rahat Fateh Ali Khan – "Dil Toh Bachcha Hai Ji" из У любви нет причин - Аднан Сами и Шанкар Махадеван – "Noor-e-Khuda" из Меня зовут Кхан - Мохит Чаухан – "Pee Loon" из Однажды в Мумбаи - Rahat Fateh Ali Khan – "Sajda" из Меня зовут Кхан - Shafqat Amanat Ali – "Bin Tere" из Я ненавижу любовные истории | - Мамта Шарма – "Munni Badnaam Hui" из Бесстрашный - Сунидхи Чаухан – "Sheila Ki Jawani" из Король обмана - Shreya Ghoshal – "Bahara" из Я ненавижу любовные истории - Shreya Ghoshal – "Noor-e-Khuda" из Меня зовут Кхан - Сунидхи Чаухан – "Udi" из Мольба                |

### Награды критиков
| Лучший фильм                   | Лучший фильм                       |
| ------------------------------ | ---------------------------------- |
| - Полёт (Викрамадитья Мотване) |                                    |
| Лучший актёр                   | Лучшая актриса                     |
| - Риши Капур – Do Dooni Chaar  | - Видья Балан – У любви нет причин |

### Технические награды
| Лучший сюжет                                      | Лучший сценарий                                                |
| ------------------------------------------------- | -------------------------------------------------------------- |
| - Анураг Кашьяп, Викрамадитья Мотване – Полёт     | - Анураг Кашьяп, Викрамадитья Мотване – Полёт                  |
| Лучший диалог в фильме                            | Лучший монтаж                                                  |
| - Хабиб Файсал – Do Dooni Chaar                   | - Намрата Рао – Любовь, секс и обман                           |
| Лучшая хореография                                | Лучшая операторскую работу                                     |
| - Фара Кхан – "Sheila Ki Jawani" из Король обмана | - Махендра Шетти – Полёт                                       |
| Лучшая работа художника-постановщика              | Лучший звук                                                    |
| - Мукунд Гупта – Do Dooni Chaar                   | - Kunal Sharma – Полёт (tie) Pritam Das – Любовь, секс и обман |
| Лучший дизайн костюмов                            | За влияние в киноиндустрии                                     |
| - Варша и Шилпа – Do Dooni Chaar                  | - Амит Триведи – Полёт                                         |
| Лучшие спецэффекты                                | Лучшая постановка боевых сцен                                  |
|                                                   | - Vijayan Master – Бесстрашный                                 |

### Специальные награды
| Пожизненные достижения                                         |
| -------------------------------------------------------------- |
| - Манна Дей                                                    |
| Награда имени Р. Д. Бурмана                                    |
| - Снеха Кханвалкар для Любовь, секс и обман                    |
| Лучшая сцена                                                   |
| - Весёлые мошенники 3                                          |
| Лучший режиссёрский дебют                                      |
| - Маниш Шарма — Свадебная церемония                            |
| Специальная премия                                             |
| - Амитабх Баччан – за 40 лет работы в индийской киноиндустрии. |
| - Мадхури Диксит – за 25 лет работы в индийской киноиндустрии. |

## Наибольшее количество номинаций и побед
| Фильм                | Наград |
| -------------------- | ------ |
| Полёт                | 7      |
| Бесстрашный          | 4      |
| Do Dooni Chaar       | 4      |
| У любви нет причин   | 3      |
| Любовь, секс и обман | 3      |
| Меня зовут Кхан      | 3      |
| Король обмана        | 2      |